# James Peters (regatista)
James Peters (Hayling Island, 12 de octubre de 1992) es un deportista británico que compite en vela en la clase 49er.
Ganó una medalla de plata en el Campeonato Mundial de 49er de 2017 y cinco medallas en el Campeonato Europeo de 49er entre los años 2012 y 2024.

## Palmarés internacional
| \| Campeonato Mundial \| Campeonato Mundial \| Campeonato Mundial \| Campeonato Mundial \| \| Año \| Lugar \| Medalla \| Clase \| \| ------------------ \| ------------------------- \| ------------------ \| ------------------ \| \| 2017 \| Matosinhos (Portugal) \| Medalla de plata \| 49er \| \| Campeonato Europeo \| \| \| \| \| Año \| Lugar \| Medalla \| Clase \| \| 2012 \| Riva del Garda (Italia) \| Medalla de bronce \| 49er \| \| 2017 \| Kiel (Alemania) \| Medalla de plata \| 49er \| \| 2019 \| Weymouth (Reino Unido) \| Medalla de plata \| 49er \| \| 2022 \| Aarhus (Dinamarca) \| Medalla de bronce \| 49er \| \| 2024 \| La Grande-Motte (Francia) \| Medalla de oro \| 49er \| |                           |                   |       |
| Campeonato Mundial |                           |                   |       |
| Año | Lugar                     | Medalla           | Clase |
| 2017 | Matosinhos (Portugal)     | Medalla de plata  | 49er  |
| Campeonato Europeo |                           |                   |       |
| Año | Lugar                     | Medalla           | Clase |
| 2012 | Riva del Garda (Italia)   | Medalla de bronce | 49er  |
| 2017 | Kiel (Alemania)           | Medalla de plata  | 49er  |
| 2019 | Weymouth (Reino Unido)    | Medalla de plata  | 49er  |
| 2022 | Aarhus (Dinamarca)        | Medalla de bronce | 49er  |
| 2024 | La Grande-Motte (Francia) | Medalla de oro    | 49er  |